# Tarsalia ancyliformis
Tarsalia ancyliformis là một loài Hymenoptera trong họ Apidae. Loài này được Popov mô tả khoa học năm 1935.

## Hình ảnh

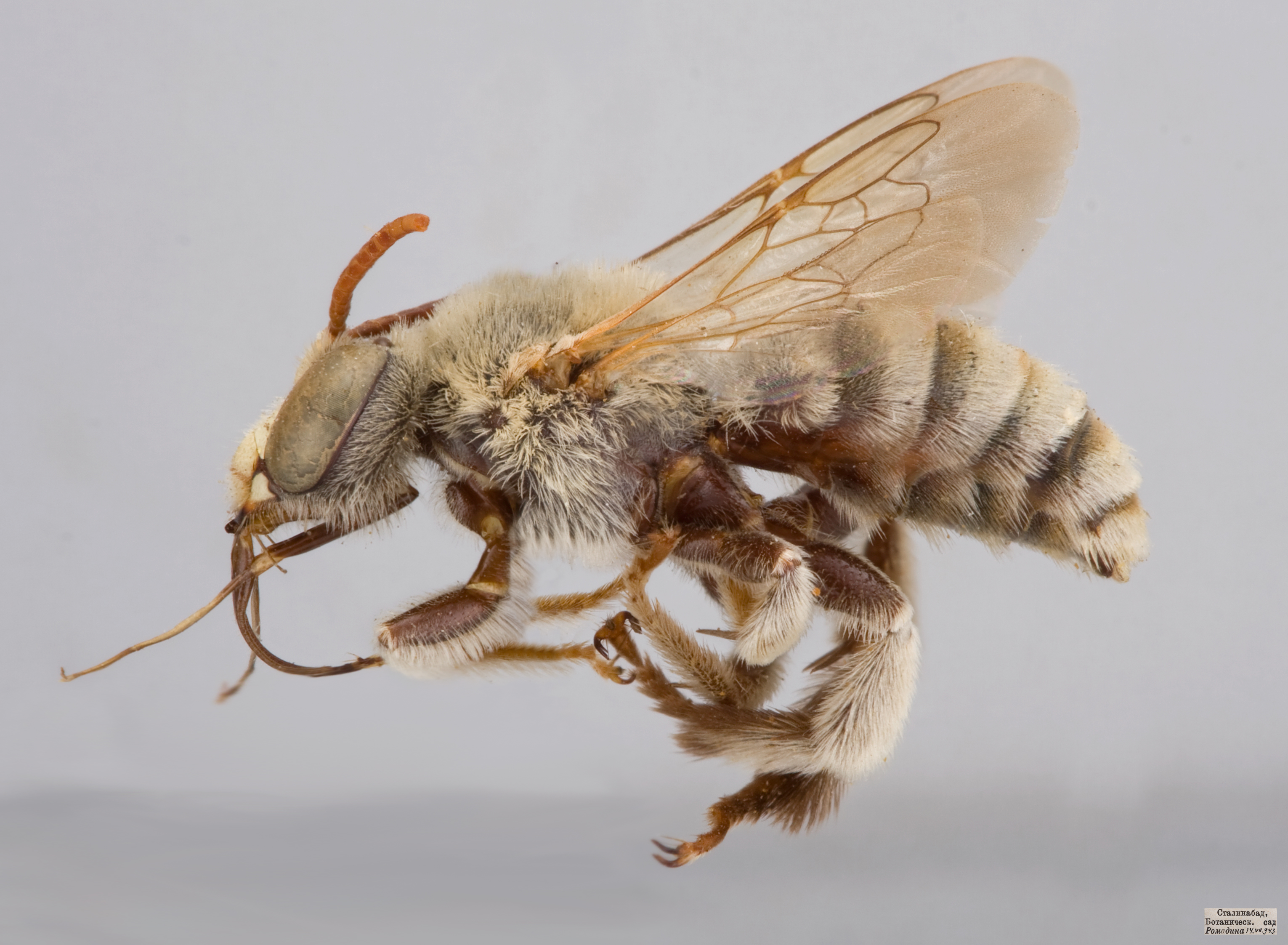
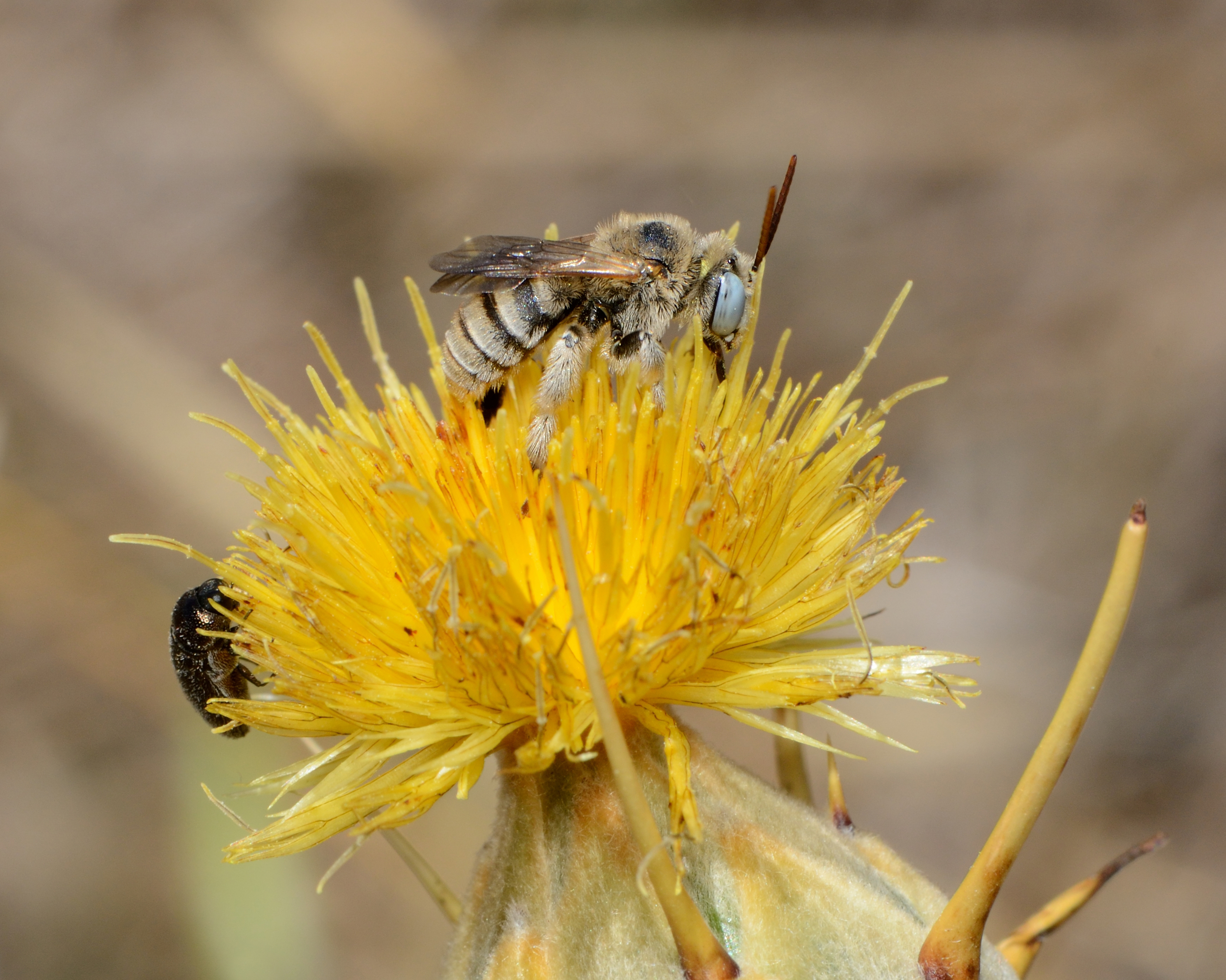